# Ried in der Riedmark
Pour les articles homonymes, voir Ried.
Ried in der Riedmark est une commune autrichienne du district de Perg en Haute-Autriche.